# Max Simon (Mathematiker)

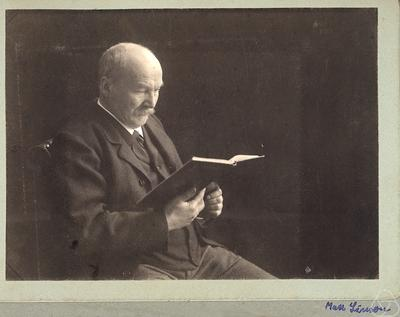
Aus einem Fotoalbum der Mathematischen Gesellschaft Hamburg

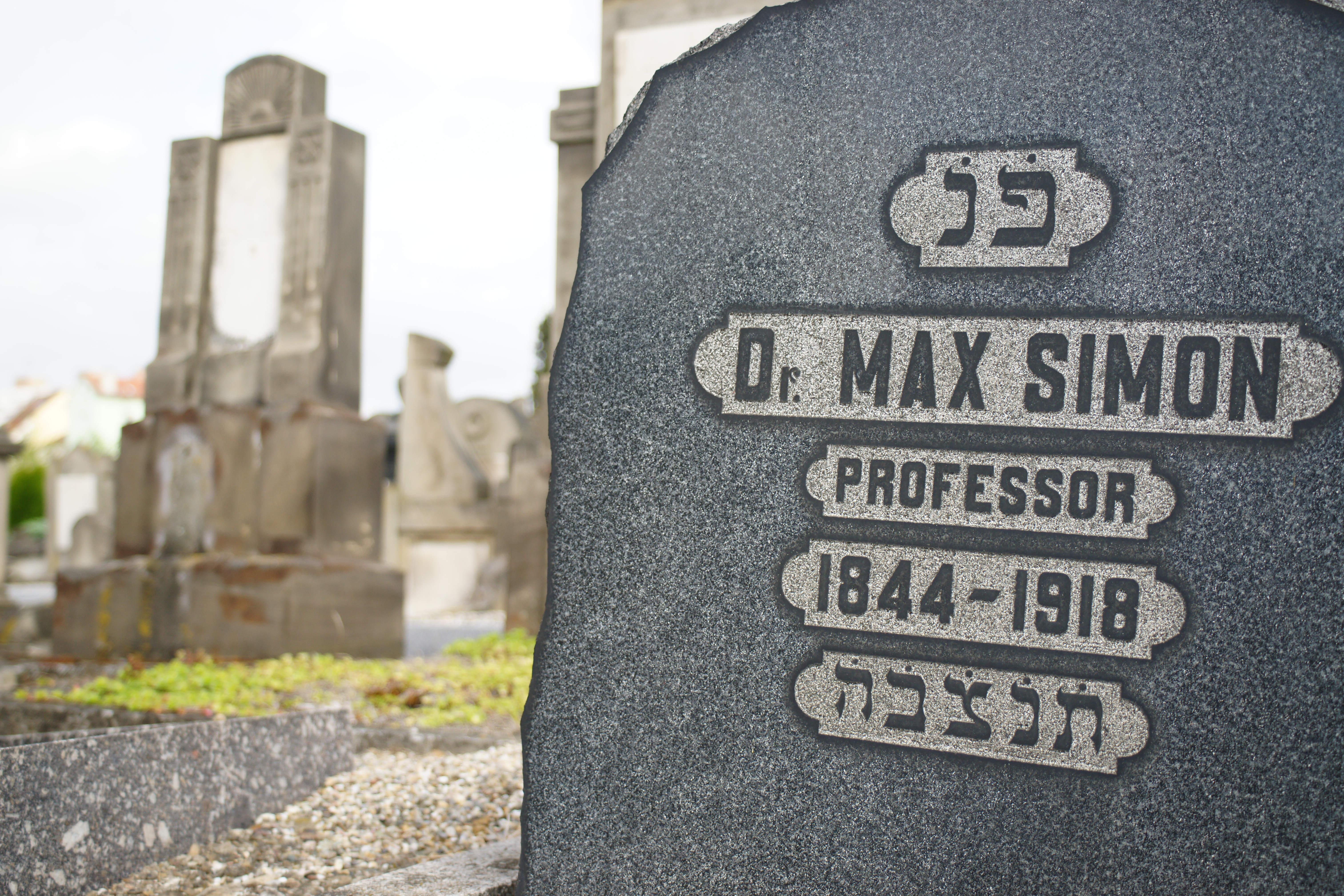
Grabstein von Max Simon auf dem Jüdischen Friedhof Straßburg-Cronenbourg

Maximilian Simon (* 8. Juni 1844 in Kolberg; † 15. Januar 1918 in Straßburg) war ein deutscher Mathematikhistoriker und Mathematiklehrer. Als Mathematikhistoriker beschäftigte er sich vor allem mit antiker Mathematik.
Er wurde in Kolberg geboren, wo sein Vater, der Arzt Aron Simon, seit 1818 tätig gewesen war; 1848 zog die Familie nach Berlin, wo er von 1862 bis 1866 studierte und 1867 bei Karl Weierstraß und Ernst Eduard Kummer promoviert wurde. Er war von 1868 bis 1871 Mathematiklehrer in Berlin und von 1871 bis 1912 in Straßburg, wo er 1903 eine Ehrenprofessur an der Universität erhielt.

## Schriften (Auswahl)
- Analytische Geometrie der Ebene (= Sammlung Göschen. 65). Göschen, Leipzig 1897, (mehrere Auflagen).
- Analytische Geometrie des Raumes (= Sammlung Göschen. 89). Göschen, Leipzig 1898 (Auch: (= Sammlung Schubert. 9 und 25). 2 Bände (Bd. 1: Gerade, Ebene, Kugel. Bd. 2: Die Flächen zweiten Grades.). Göschen, Leipzig 1900–1901; und öfter).
- Euclid und die sechs planimetrischen Bücher (= Abhandlungen zur Geschichte der mathematischen Wissenschaften mit Einschluß ihrer Anwendungen. 11, ISSN 2510-8999). Teubner, Leipzig 1901.
- Über die Entwicklung der Elementar-Geometrie im XIX. Jahrhundert. Bericht der Deutschen Mathematiker-Vereinigung (= Jahresbericht der Deutschen Mathematiker-Vereinigung. Ergänzungsbände. 1, ZDB-ID 161268-2). Teubner, Leipzig 1906, (Digitalisat).
- Geschichte der Mathematik im Altertum. In Verbindung mit antiker Kulturgeschichte. Cassirer, Berlin 1909, (Digitalisat).
- Cusanus als Mathematiker. In: Festschrift Heinrich Weber zu seinem siebzigsten Geburtstag am 5. März 1912 gewidmet von Freunden und Schülern.  Teubner, Leipzig u. a. 1912, S. 298–337, (Digitalisat).
- Nichteuklidische Geometrie in elementarer Behandlung (= Zeitschrift für mathematischen und naturwissenschaftlichen Unterricht. Beihefte der Zeitschrift für mathematischen und naturwissenschaftlichen Unterricht. 10, ZDB-ID 200285-1). Bearbeitet und herausgegeben von Kuno Fladt. Teubner, Leipzig u. a. 1925.